# Robert F. Hammerstiel
Robert F. Hammerstiel (* 1957 in Pottschach) ist ein österreichischer Künstler.
Von 1979 bis 1983 studierte Robert F. Hammerstiel an der Universität für angewandte Kunst Wien.
Sein Werk umfasst fotografische Serien und Werkgruppen sowie Videoarbeiten und Rauminstallationen. In seinen konzeptuell entwickelten Arbeiten setzt sich Hammerstiel mit den Darstellungsmechanismen von Realität und ihren äußeren Erscheinungsformen sowie mit den Sehnsüchten der Menschen nach Idylle und deren Vermarktung auseinander. Hammerstiels Ausgangspunkt ist die häufig vergeblich bleibende Suche der Menschen nach Glück und Geborgenheit, die sie zur Erschaffung von Ersatzwelten führt – Surrogate, die oft schon von der Konsumindustrie vorgedacht und vorproduziert werden.
Robert F. Hammerstiel lebt und arbeitet in Wien. Sein Vater war der Maler und Holzschneider Robert Hammerstiel.

## Werk
In den 80er Jahren entstehen kleinformatige fotografische Schwarz-Weiß-Serien von Strandlandschaften und aufgelassenen Tankstellen.
Seit der dreiteiligen Fotografie-Serie Der Stand der Dinge (1988–1991), in der es um die individuelle Gestaltung privater und öffentlicher Räume geht, fotografiert Hammerstiel in Farbe, um den Realitätsgrad zu erhöhen; mit Inside Out (1992–1993) entstehen erstmals großformatige Fotoarbeiten.
Zunehmend werden in Massen produzierte Waren, die Bedürfnisse erst wecken und paradoxerweise individuelle Befriedigung versprechen, aber gleichzeitig Sehnsüchte zerstören, zum Sujet in den Werkgruppen Hammerstiels:
- Make it up (1993–1997)
- Glücksfutter (1998–2001)
- Oasen (1998–2002)
- Vergiss Mozart (2005–2006)
- Alles in bester Ordnung (2003–2009)

## Anerkennungen
Hammerstiels Werk wurde international mit Preisen ausgezeichnet.
- Niederösterreichischer Kulturpreis Würdigungspreis für Medienkunst 2011

## Einzelausstellungen (Auswahl seit 2000)
Seine Arbeiten sind in zahlreichen öffentlichen und privaten Sammlungen in Europa und den USA vertreten. In den letzten Jahren gab es zwei große multimediale Einzelausstellungen des Künstlers: 2006 (zum Mozart-Jubiläumsjahr) Vergiss Mozart. Mediale Reflexionen über Distanz und Nähe im Museum der Moderne in Salzburg und 2007/08 Alles in bester Ordnung in der Landesgalerie Linz am Oberösterreichischen Landesmuseum.
- 2000/01: MAK-Galerie, Museum für angewandte Kunst, Wien, Österreich
- 2001: Cristinerose Gallery, New York, USA
- 2004: LA Gallery Beijing, Peking, China
- 2005: L.A.Galerie - Lothar Albrecht, Frankfurt/Main, Deutschland
- 2006: Museum der Moderne Salzburg, Österreich
- 2007/08: Landesgalerie Linz (Oberösterreichische Landesmuseen), Österreich
- 2008: Galerie Michèle Chomette, Paris, Frankreich
- 2009: Lukas Feichtner Galerie, Wien, Österreich
- 2012: Kunsthalle Faust, Hannover, Deutschland
- 2014: Museum Angerlehner, Thalheim bei Wels, Österreich